# Oni živut rjadom
Oni živut rjadom (Они живут рядом) è un film del 1967 diretto da Grigorij L'vovič Rošal'.